# 摩里亚专制国
摩里亚专制国（希臘語：Δεσποτᾶτον τοῦ Μορέως），又称为米斯特拉斯专制国（Δεσποτᾶτον τοῦ Μυστρᾶ），是14世纪中叶至15世纪中叶拜占庭帝国所属的一个专制国，位于摩里亚半岛（即伯罗奔尼撒半岛）。其都城为斯巴达附近的米斯特拉斯。

## 历史
1259年，拜占庭皇帝米海尔八世击败亚该亚侯国的纪尧姆二世·维尔阿杜安，并因此获得了摩里亚东部的大部分地区。1349年，约翰六世·坎塔库泽努斯将此地区封给其子曼努埃尔·坎塔库泽努斯，并授予其“专制君主”称号。1380年曼努埃尔去世后，巴列奥略王朝夺得了摩里亚的统治权，狄奥多尔一世·巴列奥略于1383年成为摩里亚专制君主。狄奥多尔一世死后，其兄长、皇帝曼努埃尔二世之子狄奥多尔、君士坦丁、托马斯与季米特里奥斯先后统治摩里亚。1430年，摩里亚专制国的统治范围扩大到除了威尼斯共和國治理以外的整个摩里亚半岛。
1453年君士坦丁堡陷落、拜占庭帝国灭亡后，奥斯曼帝国并没有直接攻陷摩里亚，因而由托马斯与季米特里奥斯共治的摩里亚仍得以维持数年。1460年，奥斯曼帝国苏丹穆罕默德二世决定拿下摩里亚。1461年7月，摩里亚的抵抗最终失败，拜占庭帝国所属的最后一片土地也就此瓦解。

## 历任君主
- 曼努埃尔·坎塔库泽努斯（英语：Manuel Kantakouzenos）（1349年－？）
- 米海尔·阿森（Michael Asan，？）
- 安德鲁·阿森（Andrew Asan，？－1354年）
- 曼努埃尔·坎塔库泽努斯（英语：Manuel Kantakouzenos）（1354年－1380年）
- 马修·坎塔库泽努斯（1380年－1383年）
- 季米特里奥斯一世·坎塔库泽努斯（英语：Demetrios I Kantakouzenos）（1383年）
- 狄奥多尔一世·巴列奥略（英语：Theodore I Palaiologos）（1383年－1407年）
- 狄奥多尔二世·巴列奥略（1407年－1443年）
- 君士坦丁·巴列奥略（1428年－1449年）
- 托马斯·巴列奥略（1428年－1460年）
- 季米特里奥斯·巴列奥略（英语：Demetrios Palaiologos）（1449年－1460年）